# Городская управа

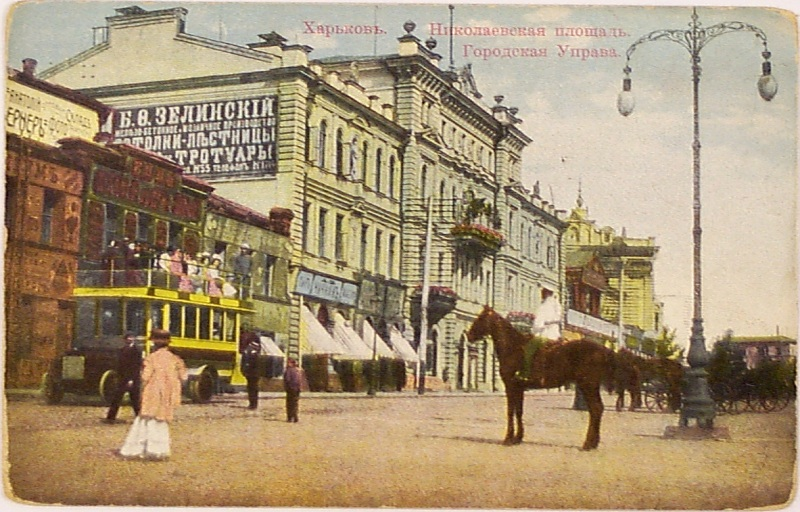
Здание городской управы, Николаевская площадь, Харьков, 1910-е годы, на площади — городовой конно-полицейской стражи

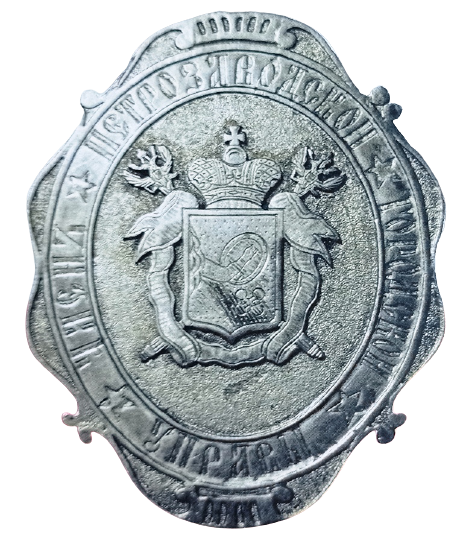
Нагрудный знак «Член Петрозаводской городской управы»

Городская управа — исполнительный орган городского самоуправления в России в 1870—1918 годах. Избиралась городской думой, председателем её был городской голова.

## История
20 марта 1862 года последовало Высочайшее повеление Государя, по которому министру внутренних дел империи было предоставлено право безотлагательно принять меры к улучшению общественного управления во всех городах Российской империи, применяясь к принятым для Санкт-Петербурга началам, то есть по образцу столичного града. Исполнительный орган (Городская управа) городского общественного управления в России основан на проведении местной реформы 1870 года.
Городскую управу возглавлял городской голова, под началом которого было от двух (трёх) до шести рядовых членов городской управы. В Санкт-Петербурге, Москве, Одессе и Риге в управе имелась должность товарища городского головы. Лица исполнительного органа городского общественного управления выбирались думой и утверждались — городские головы министерством внутренних дел, члены управы — губернатором, на четырёхлетний срок. В сферу компетенции городской управы входило непосредственное заведование делами городского хозяйства. Для заведования отдельными отраслями городского хозяйства в помощь городской управе избирали исполнительные комиссии.
Городские головы, их товарищи и помощники, члены городской управы, участковые попечители, члены исполнительных комиссий и торговых депутаций, а равно чины торговой и хозяйственной полиции, назначаемые городской управой, носили присвоенные им должностные знаки как при отправлении своих служебных обязанностей, так и в торжественных случаях.
В соответствии «Городовым положением», от 1892 года, члены городские управы подлежали уже утверждению местной администрацией, и их число в столицах Санкт-Петербурге и Москве, достигло 6 человек, в городах с населением от 100 000 жителей — 4 человека, в губернских городах — три и в прочих городах — два человека. С расширением масштабов городской хозяйственной деятельности в городах империи количество членов городских управ в начале XX века увеличилась, а её структура усложнилась. В неё уже входили секретарский, кредитный, бухгалтерский (под руководством товарища председателя), строительный, учебный, врачебно-санитарный и другие отделы под руководством членов городской управы. Делопроизводство городской управы сосредотачивалось в канцелярии.
После революции 1917 года функции городских управ перешли исполнительным комитетам городских советов.
Во время Великой Отечественной войны городские управы были восстановлены немцами на оккупированных территориях. При этом должность главы управы получила название бургомистра.
В современной России городским исполнительным органом является администрация, возглавляемая городским управляющим. В городах федерального значения администрация именуется правительством и возглавляется губернатором или мэром.